# Vail, Iowa
Vail är en stad i Crawford County i delstaten Iowa i USA. Vid folkräkningen år 2000 uppgick befolkningen till 452.